# Lakitan Utara
Lakitan Utara is een bestuurslaag in het regentschap Zuid-Pesisir van de provincie West-Sumatra, Indonesië. Lakitan Utara telt 5700 inwoners (volkstelling 2010).